# Liste des artistes des biographies de Giovanni Baglione

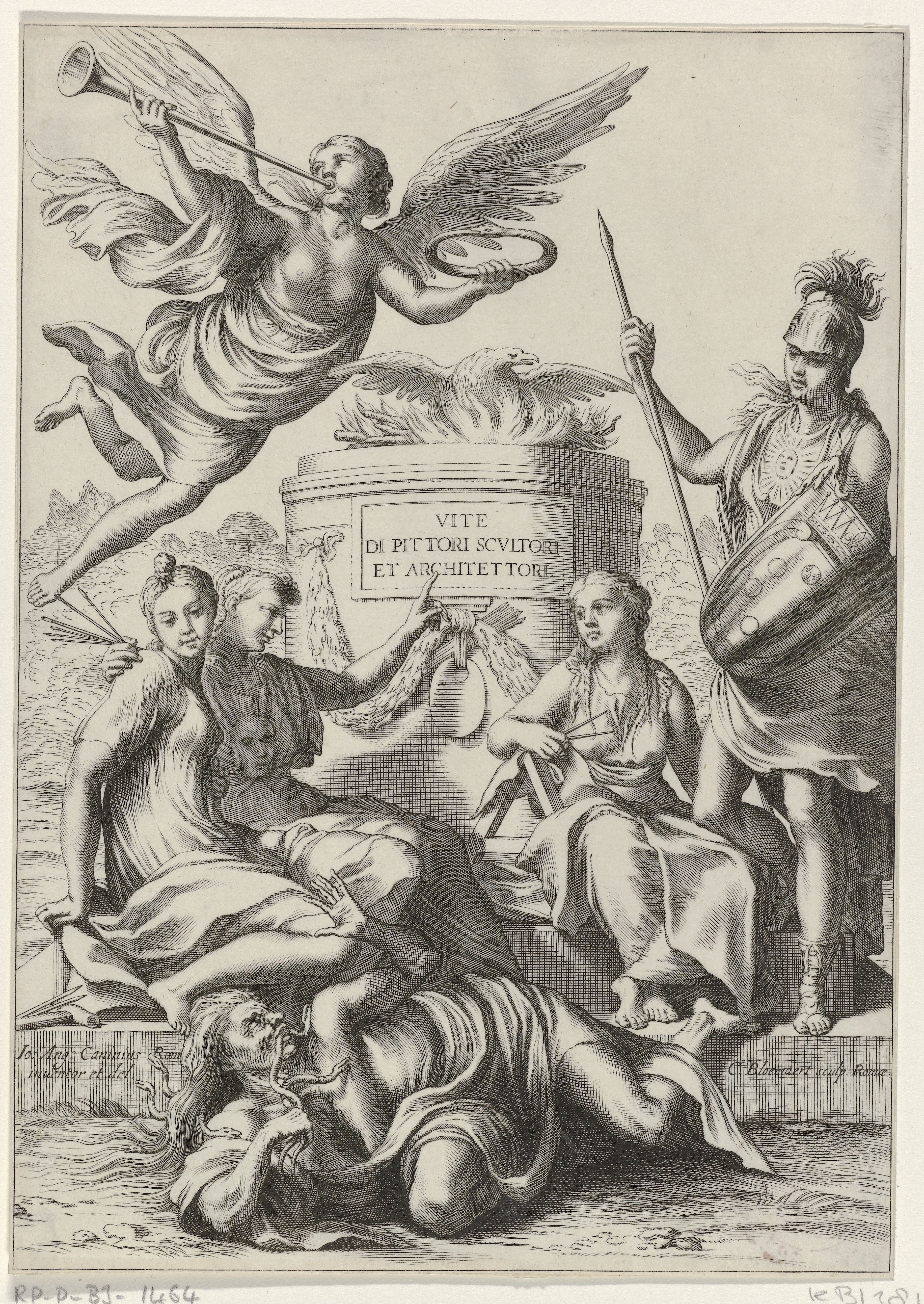
Frontispice des Vite de’ Pittori, Scultori et Architetti par Giovanni Baglione, Rome, 1642

Cette liste des artistes des biographies de Giovanni Baglione est extraite de Le Vite de’ Pittori, Scultori, Architetti, ed Intagliatori dal Pontificato di Gregorio XII del 1572. Fino a’ tempi de Papa Urbano VIII. Nel 1642. (Vies des peintres, des sculpteurs, des architectes et des graveurs entre les papautés de Gregoire XII de 1572 à Urbain VIII en 1642), l'ouvrage majeur d'histoire de l'art de Giovanni Baglione publié en 1642.
Cet ouvrage, qui comprend les biographies des artistes actifs à Rome pendant la fin du maniérisme et le début du baroque, est une édition posthume de 1733 complétée par un appendice sur Salvator Rosa par Giovanni Battista Passeri.
Il est structuré par jour (giornata) pour chaque pape et donne une liste alphabétique des artistes.

## Premier jour -Grégoire XIII
- Jacopo Barozzi da Vignola ;
- Pirro Ligorio ;
- Giorgio Vasari ; p. 10
- Giulio Clovio ; p. 14
- Donato da Formello (Bracciano) ; p. 15
- Jacobo Sementa ; p. 16
- Lorenzino da Bologna p. 17
- Livio Agresti ; p. 18
- Marcello Venusti ; p. 19
- Marco da Faenza ; p21
- Girolamo da Sermoneta ; p. 22
- Raffaellino da Reggio ; p. 23
- Bartolommeo Ammanato ; p. 26
- Battista Naldini p. 27
- Paolo Cespade p. 28
- Marco da Siena p. 29
- Matteo da Leccio ; p. 30
- Francesco Trabaldese ; p. 31

## Deuxième jour -Sixte V
- Lattanzio Bolognese ; p36
- Giovanni Batista Pozzo (Giovanni Battista Pozzi) ; p. 37
- Nicolao Circiniano dalle Pomarancio p38
- Prospero Bresciano (Prospero Scavezzi) ; p40
- Matteo da Siena p41
- Jacopo Zucchi p42
- Giovanni Battista Montano dalla Marca p44
- Francesco Salviati (il Volterra)
- Girolamo Muziano ; p. 46
- Scipione Gaetano ; p. 50
- Giacomo Del Duca ; p. 51
- Antonio de’ Monti ; p. 53
- Egnazio Danti

## Troisième jour  -Clément VIII
- Pellegrino Pellegrini ; p. 58
- Taddeo Landini ; p. 60
- Santi Titi (Borgo San Sepolcro) (Santi di Tito) ; p. 61
- Giacomo Rocca ; p. 62
- Niccolo d’Aras (Nicolò Pippi D'Arras) ; p. 63
- Martino Longhi ; p. 64
- Egidio dell Riviera Fiammingo ; p. 65
- Giovanni Alberti del Borgo San Sepolcro ; p. 66
- Flamminio Vacca ; p. 67
- Tommaso Laureti ; p. 68
- Giovanni Battista della Porta ; p. 70
- Jacopino del Conte ; p. 71
- Pietro Paolo Olivieri ; p. 72
- Arrigo Fiammingo (Hendrick van den Broeck); p. 73
- Giovanni Cosci Fiorentino ; p. 74
- Giovanni Antonio da Valsoldo ; p. 74
- Giacomo della Porta ; p. 76
- Padre Giuseppe Valeriano ; p. 78
- Cavalier Domenico Fontana ; p. 79
- Francesco da Castello ; p. 82
- Paris Nogari ; p. 83
- Stefano Pieri ; p. 85
- Lionardo da Serzana (Leonardo Sarzana) ; p. 85
- Fabrizio Parmigiano ; p. 86
- Marco Tullio ; p. 88

## Quatrième jour -Paul V
- Giovanni Batista Fiammeri ; p. 92
- Ottaviano Mascherino ; p. 93
- Cope Fiammingo p94
- Adamo Tedesco ; p. 95
- Francesco Zucchi ; p. 96
- Antonio da Urbino (Antonio Cimatori?) ; p. 97
- Girolamo Maffei ; p. 98
- Agostino Carracci ; p. 99
- Annibale Carracci ; p. 100
- Antonio da Faenza ; p. 103
- Francesco Vanni ; p. 104
- Giovanni Batista Milanese p105
- Pasquale Cati da Jesi ; p. 106
- Cammillo Mariani p107
- Niccolo Cordieri (Nicolas Cordier) p108
- Cesare Nebbia ; p. 110
- Durante Alberti ; p. 111
- Ventura Salimbene ; p. 112
- Silla da Viggiù ; (Silla Giacomo Longhi) ; p114
- Federigo Zucchero ; p. 115
- Niccolo da Pesaro ; p. 119
- Pietro Facchetti ; p. 120
- Giovanni De Vecchi del Borgo San Sepolcro ; p. 121
- Cesare Torelli ; p. 122
- Giovanni Fontana ; p. 123
- Cherubino Alberti ; p. 125
- Federigo Barocci ; p. 126
- Flamminio Ponzio ; p. 128
- Michelangelo da Caravaggio ; p. 129
- Andrea d’Ancona ; p. 132
- Orazio Borgianni ; p. 133
- Lavinia Fontana ; p. 136
- Lodovico Lione Padovano ; p. 137
- Carlo Veneziano ; p. 138
- Bernardino Cesari ; p. 139
- Giovanni Batista da Novara ; p. 140
- Antonio Carracci ; p. 142
- Tommaso della Porta ; p. 143
- Ludovico Civoli ; p. 145
- Onorio Lunghi ; p. 147
- Terenzio da Urbino ; p. 149
- Bartolomeo Manfredi ; p. 150
- Giovanni Guerra e fratelli ; p. 151
- Padre Cosimo Cappucino ; p. 152
- Cristofano e Francesco Stati da Bracciano ;  p153
- Anastasio Fontebuoni Fiorentino
- Vespasiano Strada Romano ; p. 155
- Marzio di Cola Antonio, (Marzio Colantonio) Romano
- Carlo Lambardo Aretino ; p. 157
- Cesare and Vincenzo Conti Fratelli ; p. 158
- Tarquinio da Viterbo (Tarquinio Ligustri) et Giovanni Zanna Romano ; p. 159
- Paolo Rossetti da Cento ; p. 160
- Ambrogio Buonvicino Milanese ; p. 161
- Antonio Scalvati ; p. 162
- Giovanni Batista Viola ; p. 163
- Rosato Rosati ; p. 164
- Giovanni Fiammingo ; p. 165

## Cinquième jour -Urbain VIII
- Giacomo Palma ; p. 172
- Bernardo Castello ; p. 173
- Cavaliere Pier Francesco Moranzone ; p. 174
- Bartolommeo del Criscenzi ; p. 176
- Tommaso Salini ; p. 176
- Cristofano Roncalli ; p. 178
- Antiveduto Grammatica ; p. 180
- Cesare Rossetti ; p. 183
- Paola Brillo ; p. 184
- Baldassare Croce ; p. 186
- Prospero Orsi ; p. 188
- Avanzino da Citta’ di Castello ; p. 188
- Antonio Pomarancio (Antonio Circignani) ; p. 189
- Paolo Guidotti ; p. 191
- Pietro Bernini ; p. 193
- Cristofano Casolano ; p. 194
- Carlo Maderno ; p. 195
- Francesco Nappi ; p. 198
- Giovanni Serodine ; p. 199
- Innocenzio Taccone ; p. 200
- Giovanni da San Giovanni ; p. 201
- Antonio Tempesta ; p. 202
- Matteo Zaccolino ; p. 204
- Biagio Betti ; p. 205
- Agostino Ciampelli ; p. 206
- Ottavio Padovano ; p. 208
- Paolo San Quirico ; p. 210
- Bastiano Torrisani ; p. 211
- Pompeo Targone ; p. 216
- Domenico Passignano ; p. 218
- Andrea Commodi p220
- Filippo Napolitano ; p. 221
- Giacomo Stella ; p. 222
- Valentino Francese ; p. 223
- Guglielmo Bertolot ; p. 224
- Antonio Casone ; p. 225
- Ippolito Buzio ; p. 227
- Francesco Parone ; p. 228
- Pietro Paolo Gobbo ; p. 229
- Giovanni Giacomo Semenza ; p. 230
- Bartolommeo Breccioli ; p. 231
- Filippo Breccioli ; p. 232
- Baldassare Galanino ; p. 234
- Marcello Provenzale ; p. 235
- Giuseppe del Bastaro ; p. 236
- Stefano Speranza ; p. 237
- Sigismondo Laire ; p. 238
- Giovanni Valesio ; p. 239
- Giuseppe Franco ; p. 240
- Giovanni Batista Speranza ; p. 242
- Orazio Gentileschi ; p. 244
- Pietro Paolo Rubens ; p. 246
- Giovanni Battista Crescenzi ; p. 249
- Giuseppe Cesari ; p. 252
- Giovanni Antonio Lelli ; p. 260
- Gasparo Celio ; p. 261
- Domenico Zampieri ; p. 265
- Girolamo Nanni ; p. 270

### Graveurs
- Cornelio Cort flamand ; p. 271
- Giusto, Giovanni, Egidio et Raffaello Sadeler ; p. 272
- Agostino Carracci et Annibale Carracci ; p. 274
- Francesco Villamena d’Assisi ; p. 276
- Lionardo, Isabella, and Bernardino Parasole ; p. 278
- Giovanni Giorgio Nuovolstella ; p. 279
- Filippo Tommasini Francese ; p. 280
- Antonio Tempesta ; p. 281
- Matteo Greuter p2 82
- Compléments par les imprimeurs :
  - Giovanni Baglione ; p. 284
  - Salvator Rosa ; p. 289

## Source
- (en) Cet article est partiellement ou en totalité issu de l’article de Wikipédia en anglais intitulé « Artists in biographies by Giovanni Baglione » (voir la liste des auteurs).
- (it) Giovanni Baglione et Giovanni Battista Passari (éditeur), Le Vite de’ Pittori, Scultori, Architetti, ed Intagliatori dal Pontificato di Gregorio XII del 1572. fino a’ tempi de Papa Urbano VIII. nel 1642. (Lives of the painters, sculptors, architects, and engravers during the papacies of Gregory XII in 1572 to Urban VIII in 1642), Naples, 1731 edition ; Digitized by Googlebooks, 1641 (lire en ligne), p. 189